# Gaius Cuspius Pansa
Gaius Cuspius Pansa war ein antiker römischer Bürger von Pompeji, der sich im Jahr 78/79 um das Amt des Ädil bewarb. 
Von Pansa sind insgesamt 98 gemalte Wahlaufrufe (tituli picti) an Wänden von Gebäuden in Pompeji bekannt. Da seine Kandidatur in das Jahr vor dem Untergang Pompejis fiel, sind von ihm besonders viele Wahlaufrufe erhalten, da sie nicht mehr, wie sonst üblich, übermalt wurden. 
In einer Inschrift an der Wand des Gebäudes der Eumachia am Forum von Pompeji wirbt er um die Wählerstimmen der örtlichen Goldschmiedevereinigung, der universitas aurifiorum.
Das Haus I 6, 1 in Pompeji wird mit ihm in Verbindung gebracht und als „Haus des Pansa“ („Casa di Pansa“) bezeichnet, wobei diese Benennung jedoch nicht sicher ist, sondern nur auf einem Wahlaufruf auf der Straßenseite beruht.